# Camellia paucipunctata
Camellia paucipunctata är en tvåhjärtbladig växtart som först beskrevs av Elmer Drew Merrill och Chun, och fick sitt nu gällande namn av Woon Young Chun. Camellia paucipunctata ingår i släktet Camellia och familjen Theaceae. Inga underarter finns listade i Catalogue of Life.